# Begonia bagotiana
Espèce
Synonymes
- Begonia bagotiana var. acutialata Humbert ex Aymonin & Bosser[1]

Begonia bagotiana est une espèce de plantes de la famille des Begoniaceae. Ce bégonia est originaire de Madagascar. L'espèce fait partie de la section Quadrilobaria. Elle a été décrite en 1971 par Gérard-Guy Aymonin (1934-2014) et Jean Bosser (1922-2013), à la suite du travail de Henri Jean Humbert (1887-1967).

## Répartition géographique
Cette espèce est originaire du pays suivant : Madagascar.

## Liste des variétés
Selon Tropicos (5 février 2017) (Attention liste brute contenant possiblement des synonymes) :
- variété Begonia bagotiana var. acutialata Humbert ex Keraudren & Bosser
- variété Begonia bagotiana var. bagotiana